# Carl Schenstrøm
Carl Schenstrøm (Kopenhagen, 13 november 1881 - aldaar, 10 april 1942) was een Deense toneel- en filmacteur en komiek. De zeer lange Schenstrøm was de helft van het komische duo Fyrtaartet og Bivogen dat in Nederland bekend werd als Watt en Halfwatt. Zijn eerste filmoptredens waren in stomme films.

## Filmografie
- 1937 - Bleka greven
- 1926 - Ebberöds bank
- 1925 - Polis Paulus' påskasmäll
- 1921 - Silkesstrumpan
- 1921 - Landsvägsriddare
- 1920 - En hustru till låns
- 1918 - Mästerkatten i stövlar
- 1912 - Vampyrdanserinden